# Назаров, Виктор Иванович (педагог)
Виктор Иванович Назаров (1929—1998) ― советский, российский педагог. Народный учитель СССР (1985).

## Биография
Родился 31 марта 1929 года.
Окончил Камышловское железнодорожное училище №16, индустриально-педагогический техникум, Уральский государственный университет (исторический факультет).
Работал мастером производственного обучения в Красноуфимском училище, заместителем директора Артёмовского ГПТУ, первым секретарём горкома ВЛКСМ Артёмовского, директором Тавдинского специального ремесленного училища (с 1958).
С 1966 по 1991 год — директор ПТУ №47 города Полевского Свердловской области.
Был депутатом Полевского городского Совета, членом горкома партии, многих комиссий при областном Управлении профтехобразования, партийных и советских органах.
Умер 9 января 1998 года. Похоронен на Северском кладбище Полевского.

## Звания и награды
- Заслуженный учитель профессионально-технического образования РСФСР (1972)
- Народный учитель СССР (1985)
- Медаль «Ветеран труда»
- Медаль «В ознаменование 100-летия со дня рождения Владимира Ильича Ленина»
- Медаль «За доблестный труд в Великой Отечественной войне 1941—1945 гг.»
- Медаль «50 лет Победы в Великой Отечественной войне 1941-1945 гг.»
- Бронзовая медаль ВДНХ
- Многочисленные почётные грамоты Госкомитета по профтехобразованию, Министерства чёрной металлургии, областного Управления ПТО, областного Департамента образования, городской администрации.

## Память
- В 2008 47-е и 86-е ПТУ были реорганизованы в профессиональный лицей (ныне многопрофильный техникум) имени В. И. Назарова.
- В 2003 году на здании техникума, по ул. Ленина, 16, установлена мемориальная доска в честь народного учителя.